# Giskär
Giskär är en ö i Åland (Finland). Den ligger i Skärgårdshavet och i kommunen Brändö i landskapet Åland, i den sydvästra delen av landet. Ön ligger omkring 70 kilometer öster om Mariehamn och omkring 210 kilometer väster om Helsingfors.
Öns area är 3,1 hektar och dess största längd är 280 meter i nord-sydlig riktning.